# Sordariomycetes
Die Sordariomycetes sind eine Klasse der Schlauchpilze. Mit über 600 Gattungen und über 3000 Arten sind sie eine der größten Schlauchpilzklassen. Der Großteil der Arten zeichnet sich durch perithecische, flaschenförmige Fruchtkörper und inoperculate, unitunicate Asci aus.

## Merkmale
Der Großteil der Arten bildet als Fruchtkörper Perithecien, einige Gruppen auch Kleistothecien, wohl durch Verlust der Perithecien-Öffnung. Die Anordnung der Asci ist meist basal oder seitlich in einem Hymenium. Die vorwiegende Ascus-Bauweise ist inoperculat, dünnwandig und unitunicat. Bei Arten mit Insekten- oder Wasserverbreitung der Sporen haben sich prototunicate Asci entwickelt. Echte Paraphysen treten nur bei den beiden Unterklassen Sordariomycetidae und Xylariomycetidae auf. Die Hypocreomycetidae besitzen seitliche oder zentripetale Pseudoparaphysen oder keine solchen Strukturen. Die Asci bilden meist acht Sporen.
Die Klasse ist reich an asexuellen Formen (Anamorphe). Die Anamorphe können dabei hyphomycetisch oder coelomycetisch sein, wobei Coelomyceten hauptsächlich bei Glomerellaceae und Diaporthales auftreten. Viele Arten der Ordnungen Ophiostomatales, Chaetosphaeriales und der Krustenkugelpilzartigen (Hypocreales) bilden zwei oder mehr verschiedene Anamorphe aus.

## Verbreitung und Lebensweise

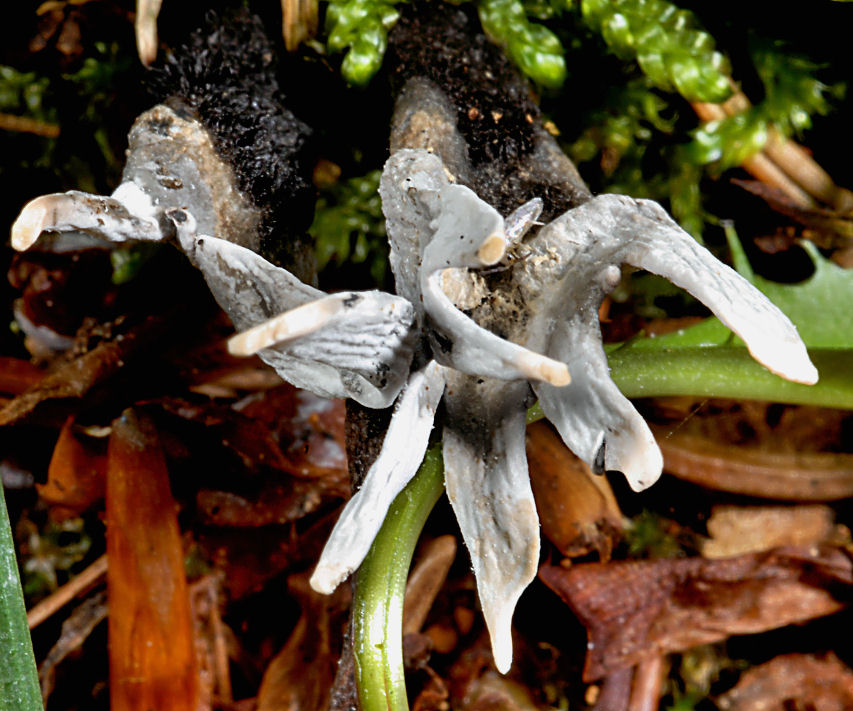
Xylaria hypoxylon, eine Holzkeulenartige

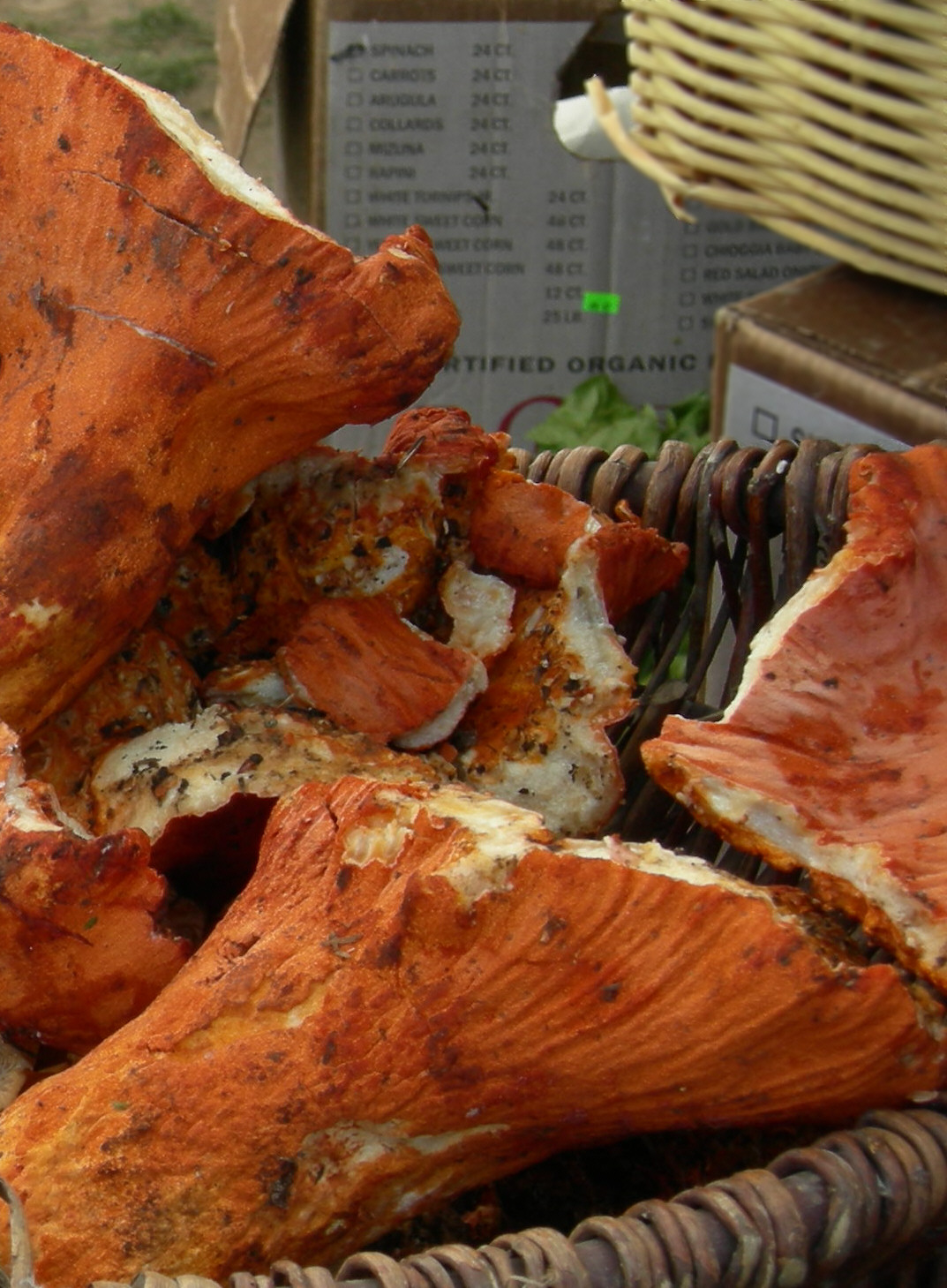
Hypomyces lactifluorum, eine Krustenkugelpilzartige

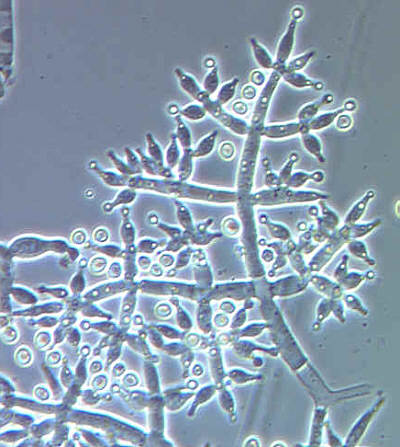
Trichoderma harzianum, eine Krustenkugelpilzartige

Die Sordariomycetes sind weltweit verbreitet, sie besiedeln nahezu alle Lebensräume.
Sie leben als Pathogene und Endophyten in Pflanzen, Arthropoden und Säugetieren, als Mykoparasiten auf anderen Pilzen, und haben als Saprobionten eine wesentliche Rolle im Abbau organischen Materials und im Nährstoffkreislauf.
Die Pflanzenpathogene treten besonders in den Ordnungen Diaporthales, Hypocreales, Microascales, Ophiostomatales, Phyllachorales und bei den Holzkeulenartigen (Xylariales) auf. Bekannte Vertreter sind der Kastanienrindenkrebs (Cryphonectria parasitica), die Verursacher des Ulmensterbens (Ophiostoma ulmi und Ophiostoma novo-ulmi), Fusarium- und Rossellinia-Arten. Unter den Sordariomycetes gibt es auch Endophyten, die in den oberirdischen Pflanzenteilen leben, wie Balansia und Epichloe (Krustenkugelpilzartige), Nemania und Xylaria (Xylariales) und Colletotrichum. Die Wirtspflanzen sind trockenresistenter, leiden weniger unter Insektenfraß und werden seltener von Krankheitserregern infiziert.
Arten der Krustenkugelpilzartigen, Ophiostomatales und Microascales verursachen häufig opportunistische Infektionen bei Menschen und anderen Tieren. Beispiele sind Sporothrix schenkii, Fusarium solani und Trichoderma. Die Symbiosen mit Arthropoden reichen von antagonistisch bis mutualistisch. Sporen von Vertretern der Microascales und Ophiostomatales werden von Borkenkäfern verbreitet; Vertreter der Krustenkugelpilzartige parasitieren auf verschiedenen Arthropoden. Die Krustenkugelpilzartige stellen auch etliche Mykoparasiten, die auf großen, fleischigen Fruchtkörpern parasitieren.
Als Saprobionten bauen sie Holz, krautige Pflanzenteile und auch Dung ab – siehe auch Kompostierung.
Bioaktive Substanzen werden unter anderem aus Claviceps und Epichloe gewonnen.
Etliche Vertreter sind zu einer aquatischen Lebensweise übergegangen (Halosphaeriaceae, Lulworthiales), darunter sind auch einige Salzwasserbewohner.

## Systematik
Die Klasse hat sich in phylogenetischen Untersuchungen als einheitliche Verwandtschaftsgruppe herausgestellt, sie ist monophyletisch. Bei Hibbet et al. (2007) hatte die Klasse drei jeweils monophyletische Unterklassen.  Die Sordariomycetes sind die Schwestergruppe der Leotiomycetes. Maharachchikumbura et al. (2015) gliedern die Klasse in 6 Unterklassen, 28 Ordnungen, 90 Familien und 1344 Gattungen. Bis zur Ordnung ist die Systematik wie folgt:
- Unterklasse Diaporthomycetidae
  - Ordnung Annulatascales
  - Ordnung Atractosporales[4]
  - Ordnung Diaporthales
  - Ordnung Cordanales
  - Ordnung Calosphaeriales
  - Ordnung Coniochaetales
  - Ordnung Jobellisiales
  - Ordnung Ophiostomatales
  - Ordnung Togniniales
  - Ordnung Trichosphaeriales
  - Ordnung Magnaporthales[5]
- Unterklasse Lulworthiomycetidae[3]
  - Ordnung Lulworthiales (inklusive Spathulosporales)
  - Ordnung Koralionastetales
- Unterklasse Savoryellomycetidae[6]
  - Ordnung Conioscyphales
    - Familie Conioscyphaceae 

  - Ordnung Fuscosporellales 
    - Familie Fuscosporellaceae

  - Ordnung Pleurotheciales
    - Familie Pleurotheciaceae 

  - Ordnung Savoryellales 
    - Familie Savoryellaceae
- Unterklasse Hypocreomycetidae
  - Ordnung Coronophorales
  - Ordnung Melanosporales
  - Ordnung Microascales (inklusive Holosphaeriales)
  - Ordnung Glomerellales
  - Ordnung Krustenkugelpilzartige – Hypocreales
  - Ordnung Falcocladiales
  - Ordnung Savoryellales
- Unterklasse Sordariomycetidae
  - Ordnung Chaetosphaeriales
  - Ordnung Phyllachorales
  - Ordnung Boliniales
  - Ordnung Sordariales
- Unterklasse Xylariomycetidae
  - Ordnung Holzkeulenartige – Xylariales
- keiner Unterklasse zugeordnet – incertae sedis
  - Ordnung Amplistromatales
  - Ordnung Pisorisporiales
  - Ordnung Spathulosporales

## Belege